# Peglio (Lombardei)
Peglio ist eine norditalienische Gemeinde (comune) mit 199 Einwohnern (Stand 31. Dezember 2023) in der Lombardei in der Provinz Como nahe dem Comer See. 

## Geographie
Die Gemeinde liegt etwa 42 Kilometer nordnordöstlich von Como und umfasst die Fraktion Argesio. 
Die Nachbargemeinden sind Domaso, Dosso del Liro, Gravedona ed Uniti und Livo.

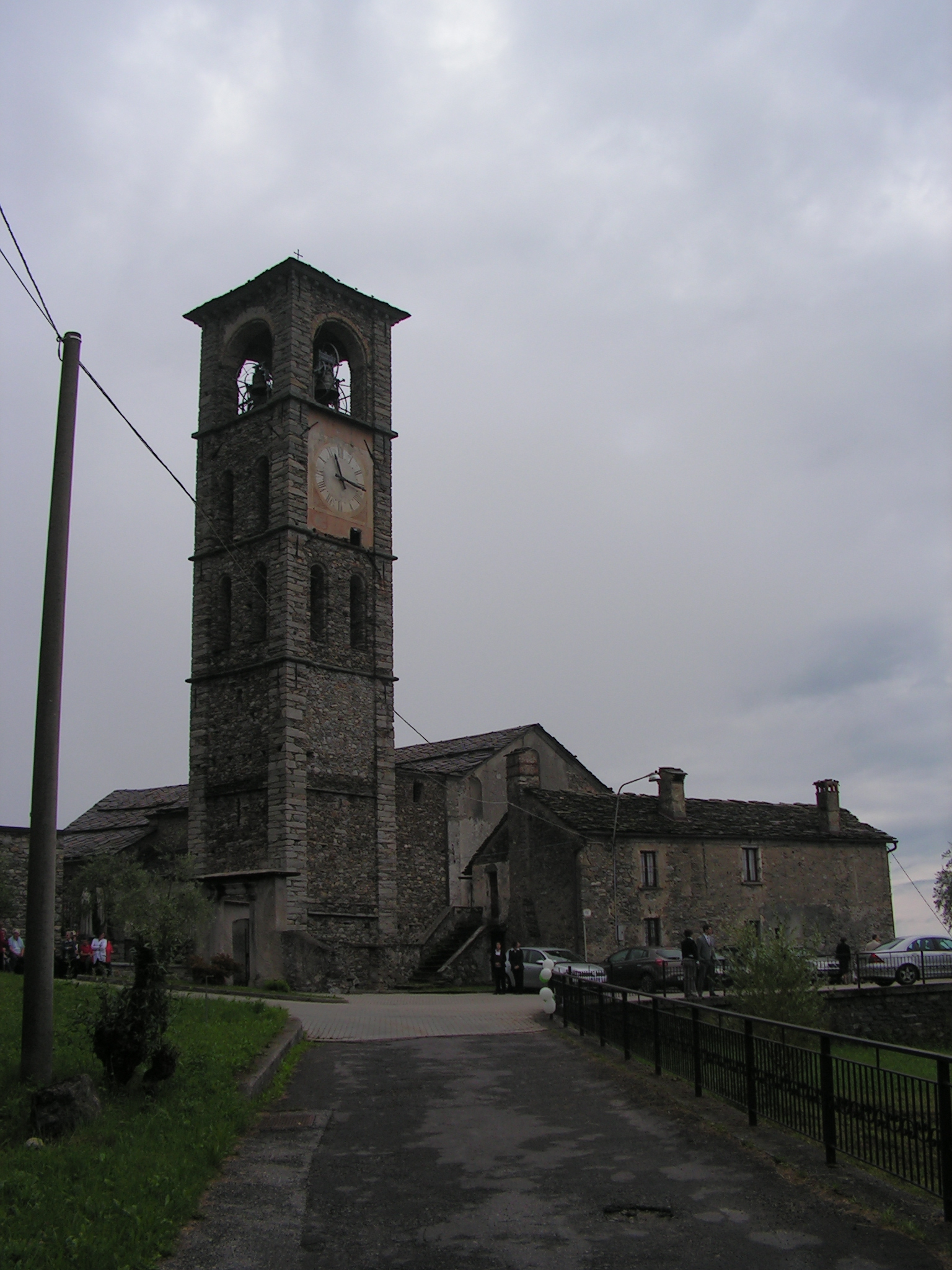
Eusebius-und-Viktor-Kirche in Peglio

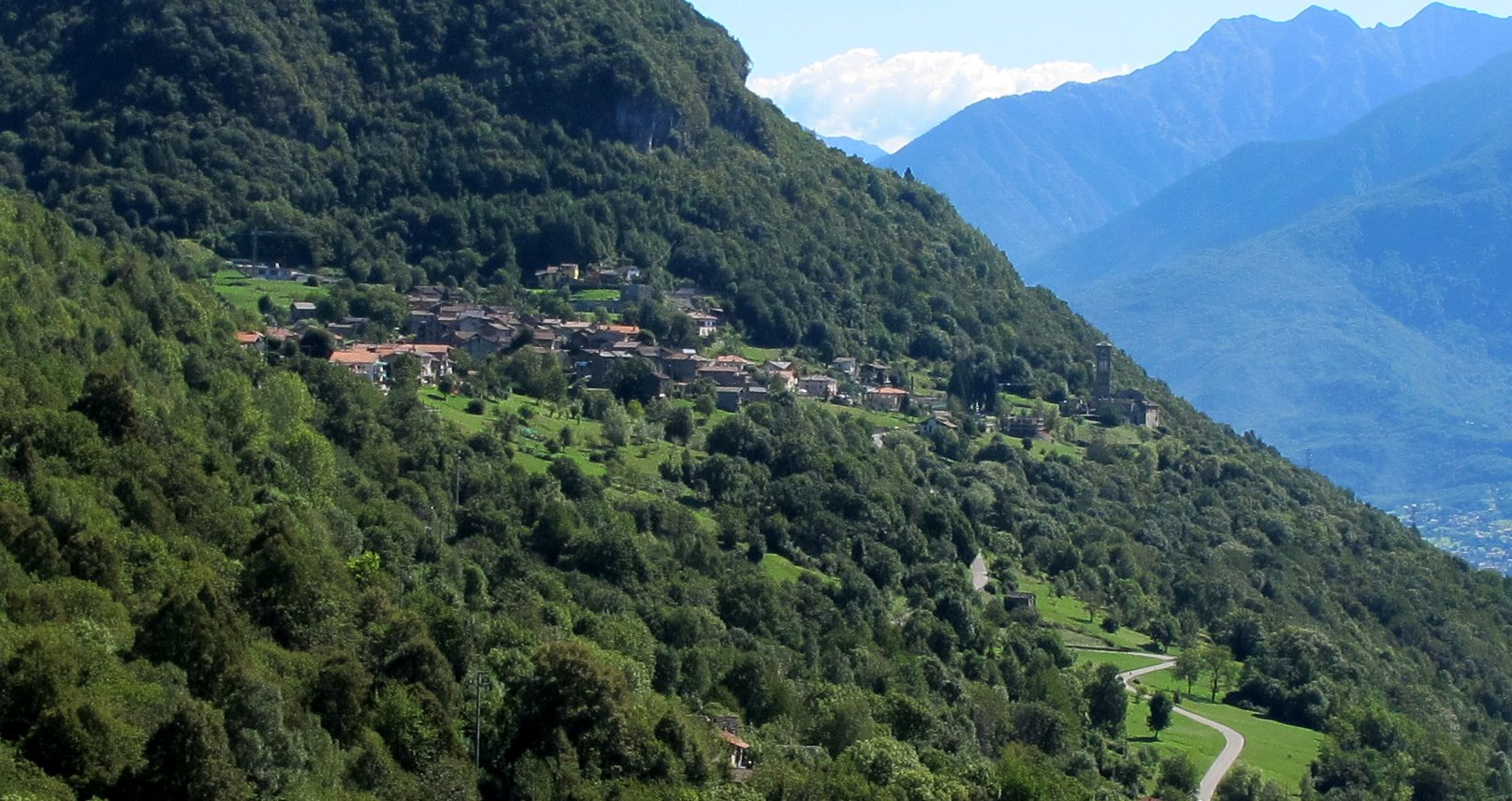
Peglio

## Sehenswürdigkeiten
- Pfarrkirche Santi Eusebio e Vittore (1607)[2]
- Kirche Madonna del Gorghiglio (17. Jahrhundert)[3]
- Oratorium Madonna Immacolata (17. Jahrhundert)[4]

## Persönlichkeiten
- Antonio de Castellazzo (* um 1310 in Peglio; † um 1375 ebenda ?), Sohn von Jacopo, Baumeister, 1348 erbaute er mit Comolo da Osteno die Preposituralkirche in Bellano[5][6][7]
- Pierfranco Mastalli (* 1939 ? in Peglio), Stadtrat in Lecco, Provinzrat, President von Legambiente von Lecco und Autor von Studien über die Auswanderung aus dem Alto Lario nach Sizilien; er gab zwei Bände über Villa Monastero und Forte di Fuentes heraus. Im Jahr 2006 schrieb er zusammen mit Stefano Cassinelli das Buch Lungo i sentieri del contrabbando. Storie, testimoniante e appunti di viaggio. Im Jahr 2012 veröffentlichte er L’arresto di Mussolini a Dongo e la resa della colonna tedesca a Morbegno e a Colico (27–28 April 1945) und 2017 Le memorie del comandante “Gek”. Um das Verkehrsaufkommen zu verringern hatte er eine U-Bahn zwischen Lecco und Oggiono vorgeschlagen.[8] Er wohnt in Lecco.